# Pseudopostega elachista
Pseudopostega elachista là một loài bướm đêm thuộc họ Opostegidae. Nó được Walsingham, Lord Thomas de Grey, miêu tả năm 1914. Nó được tìm thấy ở Guerrero, México.
Chiều dài cánh trước khoảng 4.4 mm. Con trưởng thành bay vào tháng 9.